# Chorvatské námořnictvo
Chorvatské námořnictvo (chorvatsky Hrvatska ratna mornarica) je námořní složkou ozbrojených sil Chorvatska. Námořnictvo vzniklo 11. září 1991 v důsledku rozpadu Jugoslávie a osamostatnění Chorvatska. Mezi jeho úkoly patří ochrana suverenity a územní celistvosti Chorvatska a ochrana zájmů země v Jaderském moři, chorvatských ostrovech a na pobřeží.
Chorvatské námořnictvo hraje důležitou roli vzhledem k dlouhému pobřeží země s mnoha ostrovy. Patří však mezi menší námořnictva a svou tvář teprve hledá. Tvoří ho 5 raketových člunů, 4 hlídkové čluny, 8 výsadkových lodí, 1 minolovka a řada dalších lodí. Pod námořnictvo přitom spadá též námořní pěchota (Mornariška Pješadija). Hlavní základnou je Split, další základny jsou Pula, Šibenik a Ploče.

## Historie
Chorvatské námořnictvo je jedním z nástupců jugoslávského námořnictva, které zaniklo po rozpadu Jugoslávie v občanské válce a osamostatnění Chorvatska během chorvatské války za nezávislost. Část lodí jugoslávského námořnictva Chorvatsko ukořistilo ve svých přístavech či rozestavěné v loděnicích.

## Složení

### Raketové čluny

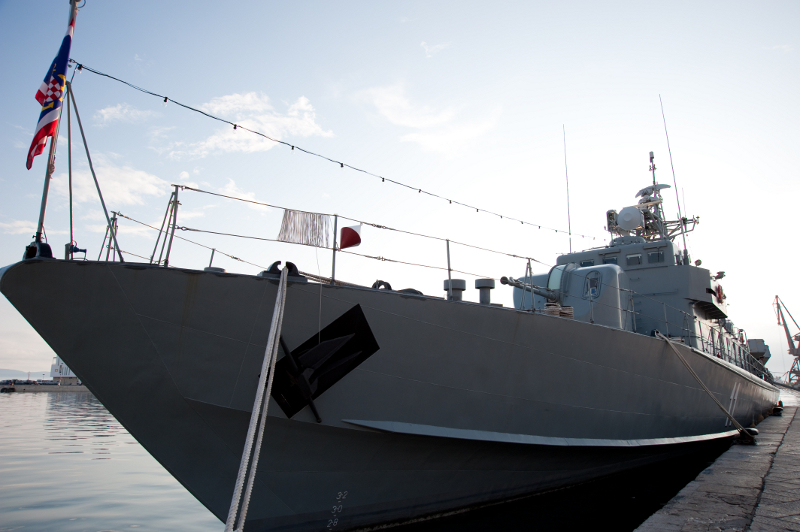
Raketový člun třídy Kralj Petar Krešimir IV

- Třída Kralj
  - RTOP-11 Kralj Petar Krešimir IV
  - RTOP-12 Kralj Dmitar Zvonimir

- Třída Rade Končar
  - RTOP-21 Šibenik

- Třída Helsinki
  - RTOP-41 Vukovar
  - RTOP-42 Dubrovnik

### Hlídkové čluny

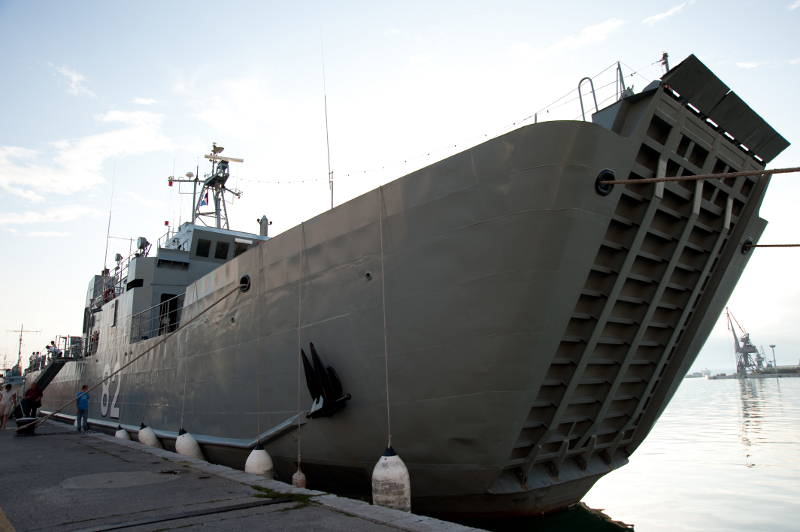
Výsadková loď Krka

- Třída Mirna
  - OB-61 Novigrad
  - OB-62 Šolta
  - OB-63 Cavtat
  - OB-64 Hrvatska Kostajnica

### Výsadkové lodě / Minonosky
- Třída Cetina
  - DBM-81 Cetina
  - DBM-82 Krka

### Vyloďovací čluny

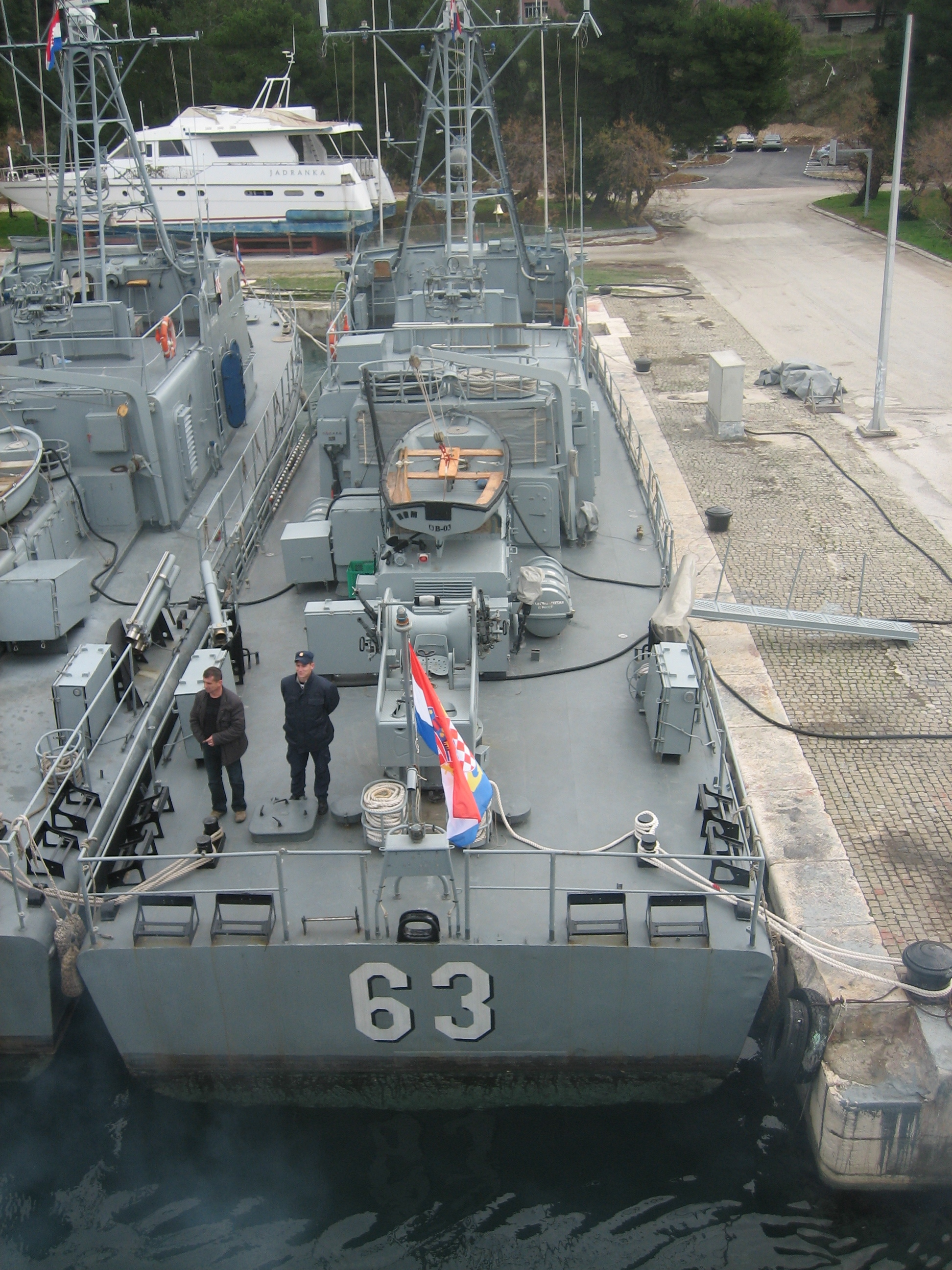
Hlídkový člun Cavtat

- DJB-104
- DJB-106
- DJB-107

### Minolovky

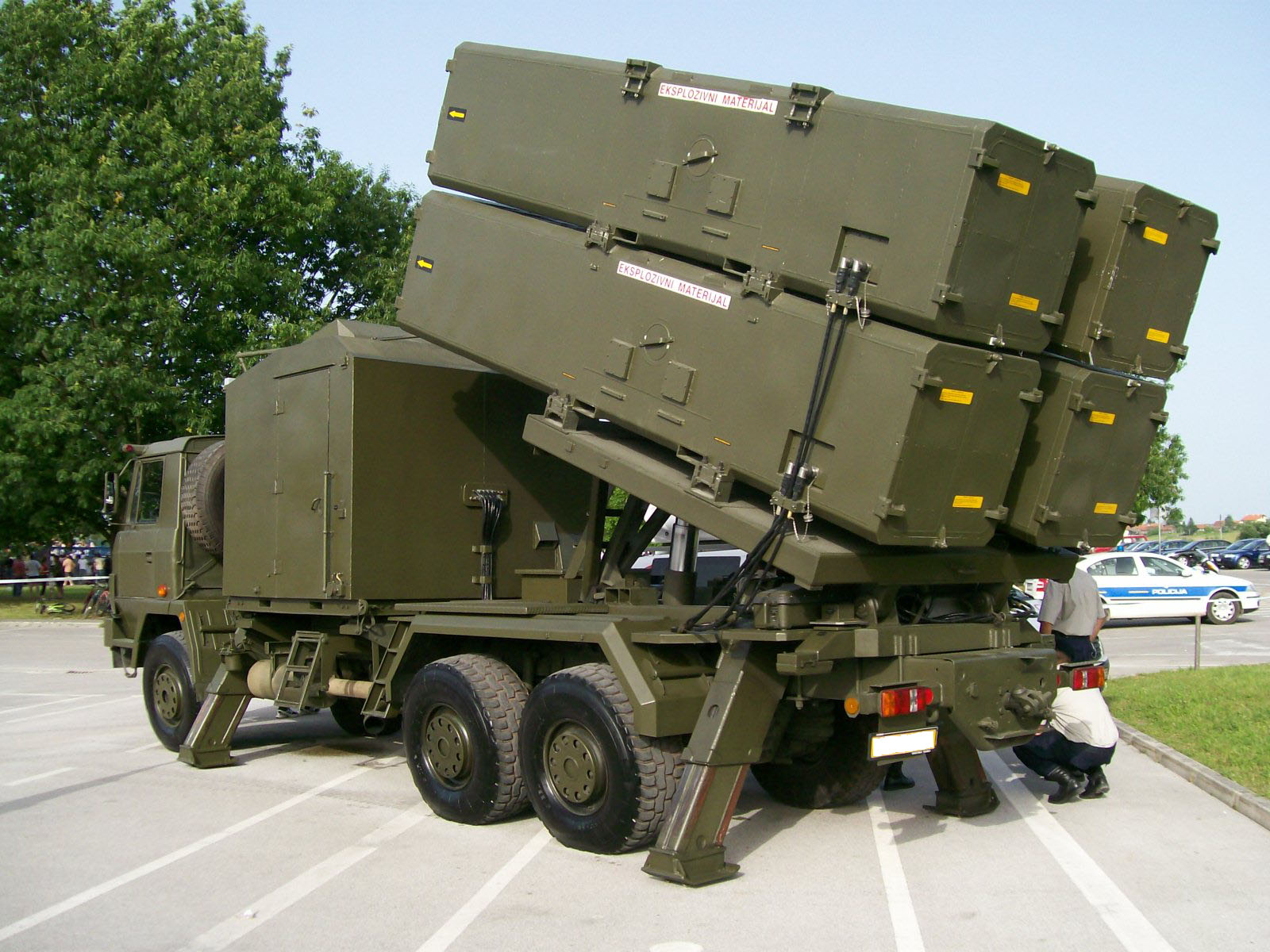
Mobilní baterie protilodních střel RBS-15 na podvozku Tatra

- Třída Korčula
  - LM-51 Korčula

### Pomocné lodě
- Projekt 861 (třída Moma) – školní loď
  - BŠ-72 Andrija Mohorovičić

- Třída Spasilac – dílenská loď
  - BS-73 Faust Vrančić

## Struktura
Velitelství námořnictva
- Velící rota
- Námořní flotila
  - Velitelství flotily
  - Divize bojových lodí
  - Podpůrná divize
  - Divize minolovek
- Pobřežní stráž
  - Velitelství pobřežní stráže
  - 1. divize pobřežní stráže
  - 2. divize pobřežní stráže
- 53. prapor námořní pěchoty
- Prapor ostrahy pobřeží
- Námořní výcvikové centrum
- Námořní základna Split
  - Oddělení sever
  - Oddělení jih